# Allendale (Carolina do Sul)
Allendale é uma cidade  localizada no estado norte-americano da Carolina do Sul, no Condado de Allendale.

## Demografia
Segundo o censo norte-americano de 2000, a sua população era de 4052 habitantes.
Em 2006, foi estimada uma população de 3814, um decréscimo de 238 (-5.9%).

## Geografia
De acordo com o United States Census Bureau tem uma área de
8,6 km², dos quais 8,6 km² cobertos por terra e 0,0 km² cobertos por água. Allendale localiza-se a aproximadamente 76 m acima do nível do mar.

## Localidades na vizinhança
O diagrama seguinte representa as localidades num raio de 16 km ao redor de Allendale.